# Zilíz
A zilíz (írva olykor ziliz) (Althaea) a mályvavirágúak (Malvales) rendjébe és a mályvafélék (Malvaceae) családjába tartozó nemzetség.

## Fajok
A nemzetségbe – a rendszertantól függően – 6–12 fajt sorolnak. A lista nem teljes. Magyarországon 4 fajuk található meg, ezek csillaggal vannak jelölve a listában.
- örmény zilíz (Althaea armeniaca)*
- Althaea broussonetiifolia
- kenderlevelű zilíz (Althaea cannabina)*
- borzas zilíz (Althaea hirsuta)*
- Althaea longifolia
- Althaea ludwigii
- Althaea narbonensis
- orvosi zilíz (Althaea officinalis)*
- Althaea villosa
- Althaea villosoides